# Prosopeia tabuensis
Prosopeia tabuensis là một loài chim trong họ Psittacidae.